# Estátua de Chollima
Estátua na Colina Mansu
A Estátua de Chollima (em Chosŏn'gŭl: 천리마동상; hancha: 千里馬銅像; rr: Cheonrimadongsang) é um monumento localizado na Colina Mansu, em Pyongyang, a capital da Coreia do Norte. O monumento simboliza a "velocidade Chollima" do Movimento Chollima. Diz-se que o lendário cavalo alado Chollima, representado pelo monumento, percorre 1.000 li (400 km) por dia.

## História
O monumento foi construído como um presente para Kim Il-sung. Foi construído pela Companhia de Produção de Escultura Merecida do Estúdio de Arte Mansudae. A estátua foi inaugurada em 15 de abril de 1961, no 49º aniversário de Kim Il-sung. O ímpeto para construir o monumento foi o discurso "Vamos Continuar a Desenvolver Arte Popular" de Kim Il-sung, concedido a artistas amadores de grupos rurais em 7 de março de 1961. A estátua de Chollima foi premiada com o Prêmio do Povo.

## Características
O monumento tem 46 metros de altura no total. A escultura tem 14 metros de altura e 16 metros de comprimento. As duas figuras que montam o Chollima, um trabalhador e uma mulher camponesa, têm 7 metros e 6,5 metros de altura, respectivamente. As figuras são feitas de bronze, enquanto a base é de granito. O trabalhador levanta um documento do Comitê Central do Partido dos Trabalhadores da Coreia e a camponesa segura uma quantidade de arroz, simbolizando o "heroísmo e o espírito de luta constante do povo coreano". O cavalo estaria indo para o "futuro da coreia do norte, com as inovações que avançam tão rapidamente, na velocidade do Chollima".

## Galeria

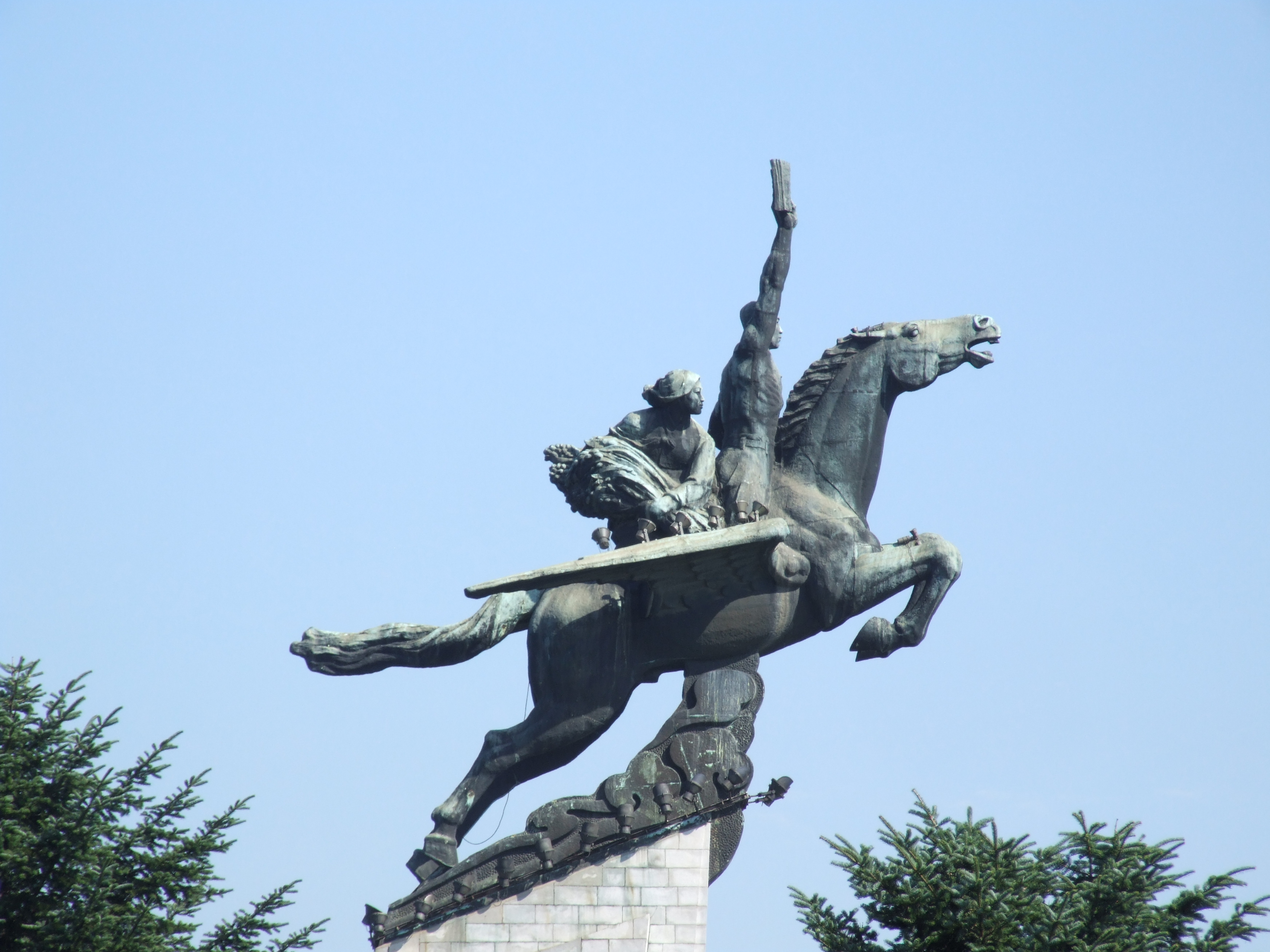
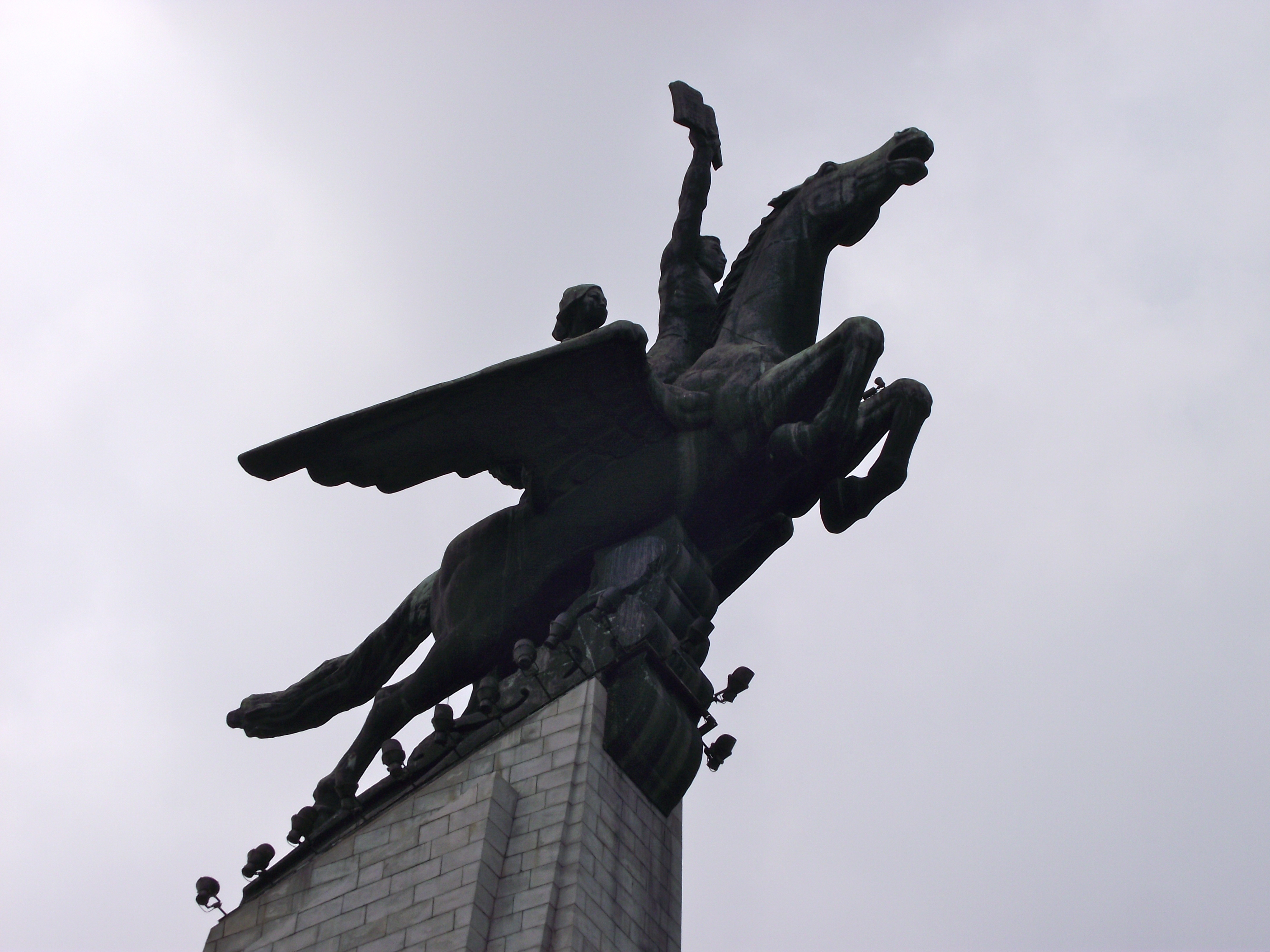
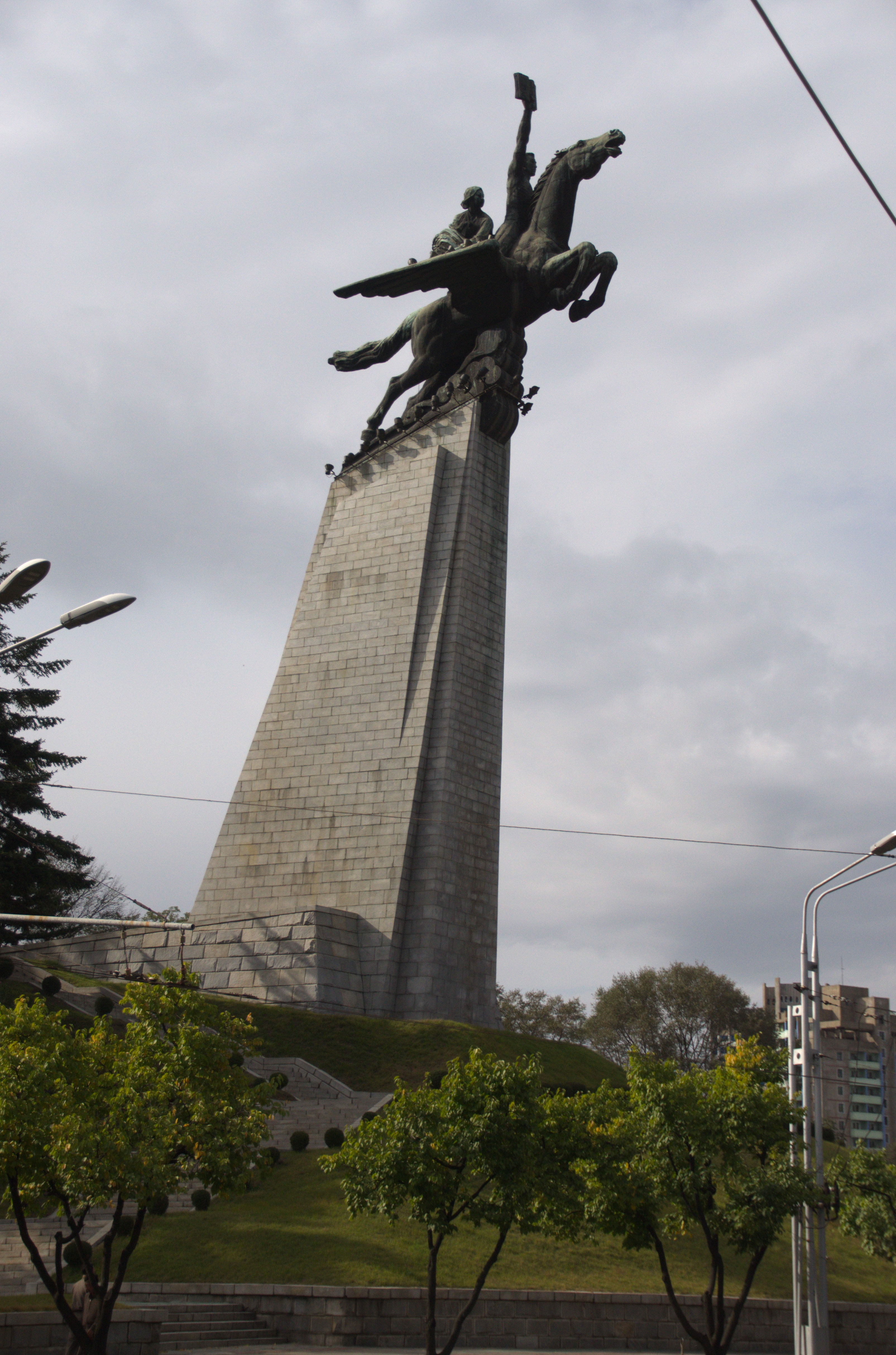
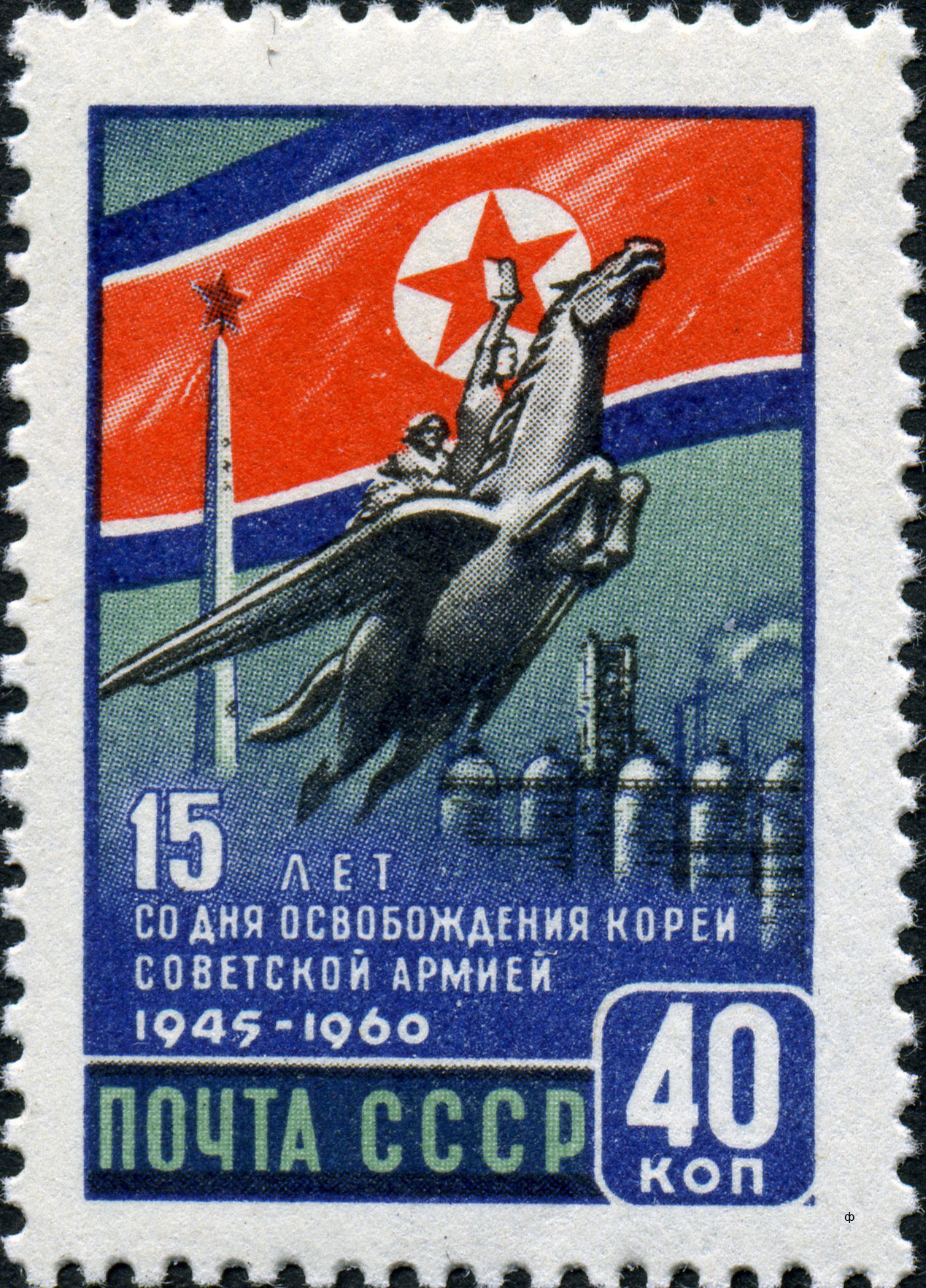
Representação em um selo soviético.
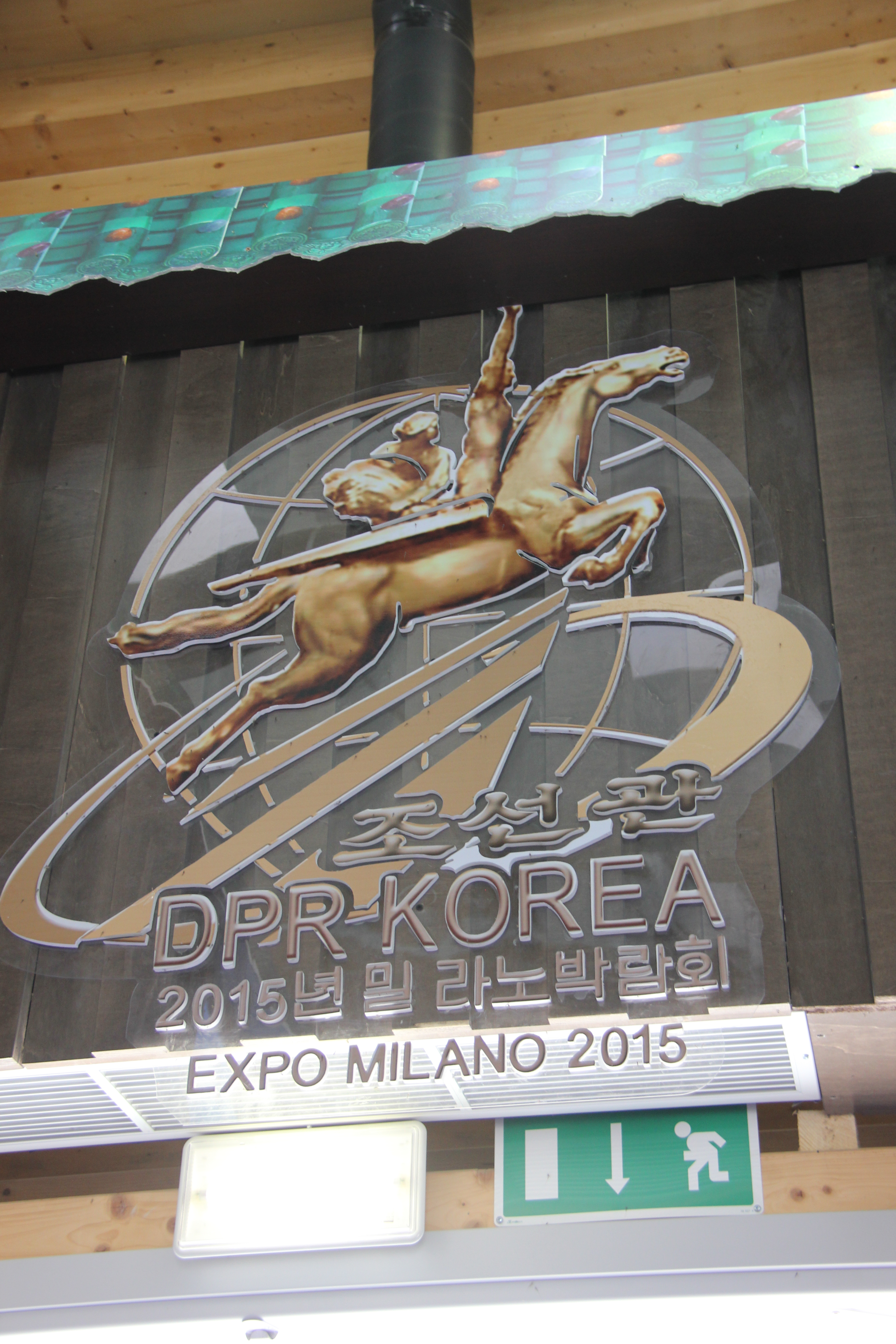
Logotipo do pavilhão norte-coreano da Exposição Universal de 2015 em Milão.